# Crème fraîche

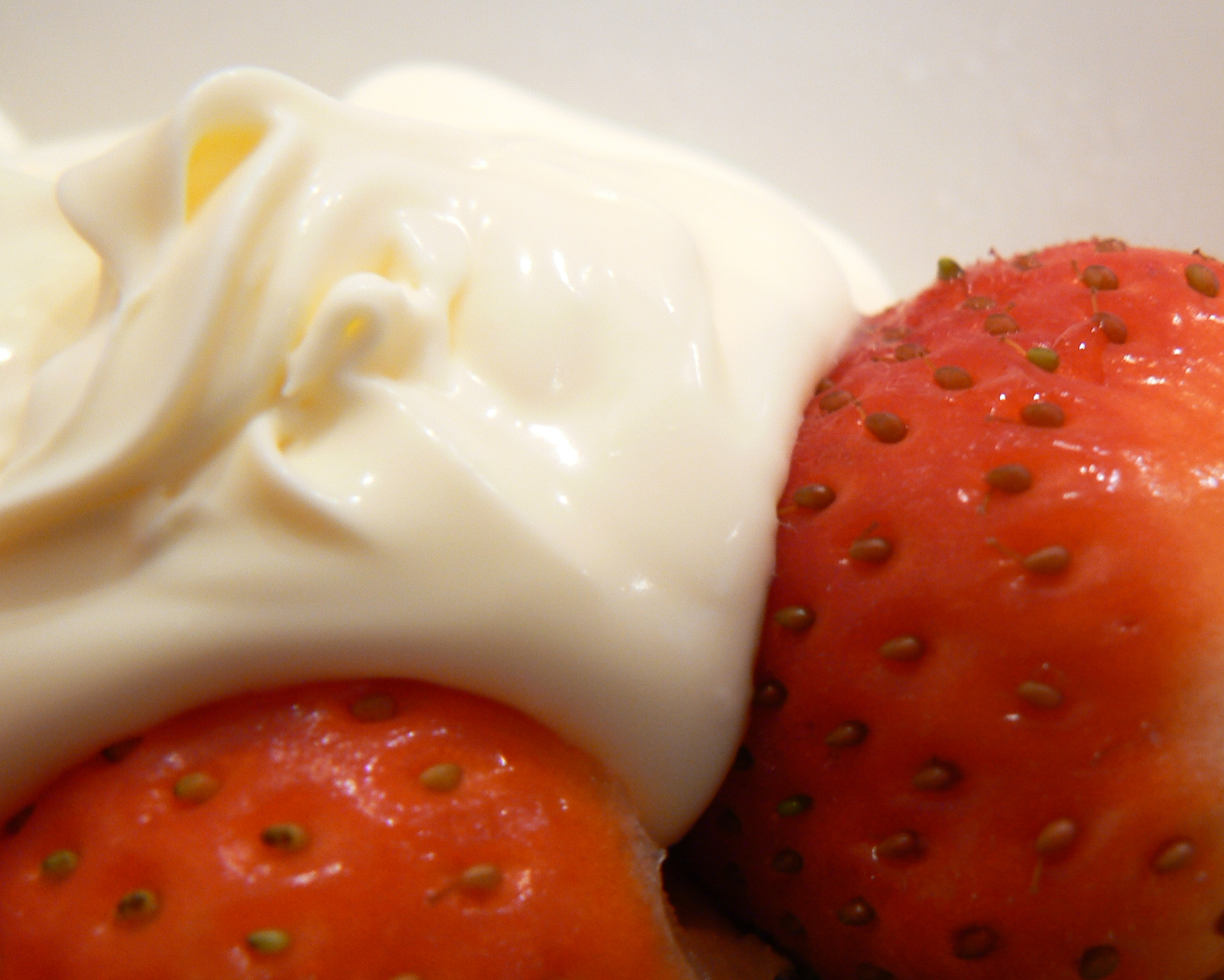
Erdbeeren und Crème fraîche

Crème fraîche ([ˈkrɛːm ˈfrɛʃ], französisch für „Frische Sahne“), auch Küchenrahm oder Küchensahne, ist ein ursprünglich aus Frankreich stammendes Sauerrahmerzeugnis. In Deutschland muss sie einen Mindestfettgehalt von 30 Prozent haben und ein Zusatz von bis zu 15 Prozent Zucker ist erlaubt. Ihr physiologischer Brennwert beträgt 12 kJ oder 3 kcal pro Gramm.

## Herstellung
Crème fraîche wird aus pasteurisierter Milch oder Sahne hergestellt, der Milchsäurebakterien zugesetzt werden. Dazu wird in der industriellen Produktion die Sahne in große Tanks gebracht und mit Milchsäurebakterien gemischt. Nach 18 bis 40 Stunden und bei einer Temperatur von 20 bis 40 Grad Celsius wird durch diese Bakterien der Milchzucker zu Milchsäure umgewandelt. Daher erhält die Crème fraîche ihren Geschmack und ihre Konsistenz, die durch die Denaturierung der in der Sahne enthaltenen Proteine verursacht wird. Stabilisatoren, Konservierungsmittel und andere Zusätze sind nicht erlaubt. Crème fraîche darf nach der Fermentation nicht mehr wärmebehandelt werden.

## Verwendung
Crème fraîche hat einen feinen, leicht säuerlichen Geschmack, sie ist eine Variante des Sauerrahms. Sie flockt bei Zugabe in heiße Speisen wie Saucen nicht aus. Im Handel wird sie als Crème fraîche natur oder mit Zusatz von Knoblauch, Gewürzen oder Kräutern angeboten. Oft enthalten die letztgenannten Varianten Gelatine. Meist wird sie als feiner Zusatz in Saucen und Suppen verwendet.

## Varianten
Für den Gastrobereich wird Crème fraîche in zumeist größeren Gebinden auch mit einem Fettgehalt von 38 Prozent angeboten.
Der Crème fraîche ähnlich ist die Crème double. Diese hat jedoch einen höheren Fettgehalt und ist ein Süßrahmprodukt.
Crème légère ist eine Variante mit vermindertem Fettgehalt (meist um 20 Prozent).